# Protapes cor
Protapes cor is een tweekleppigensoort uit de familie van de Veneridae. De wetenschappelijke naam van de soort werd in 1853 voor het eerst geldig gepubliceerd door George Brettingham Sowerby II.